# نهر أسام

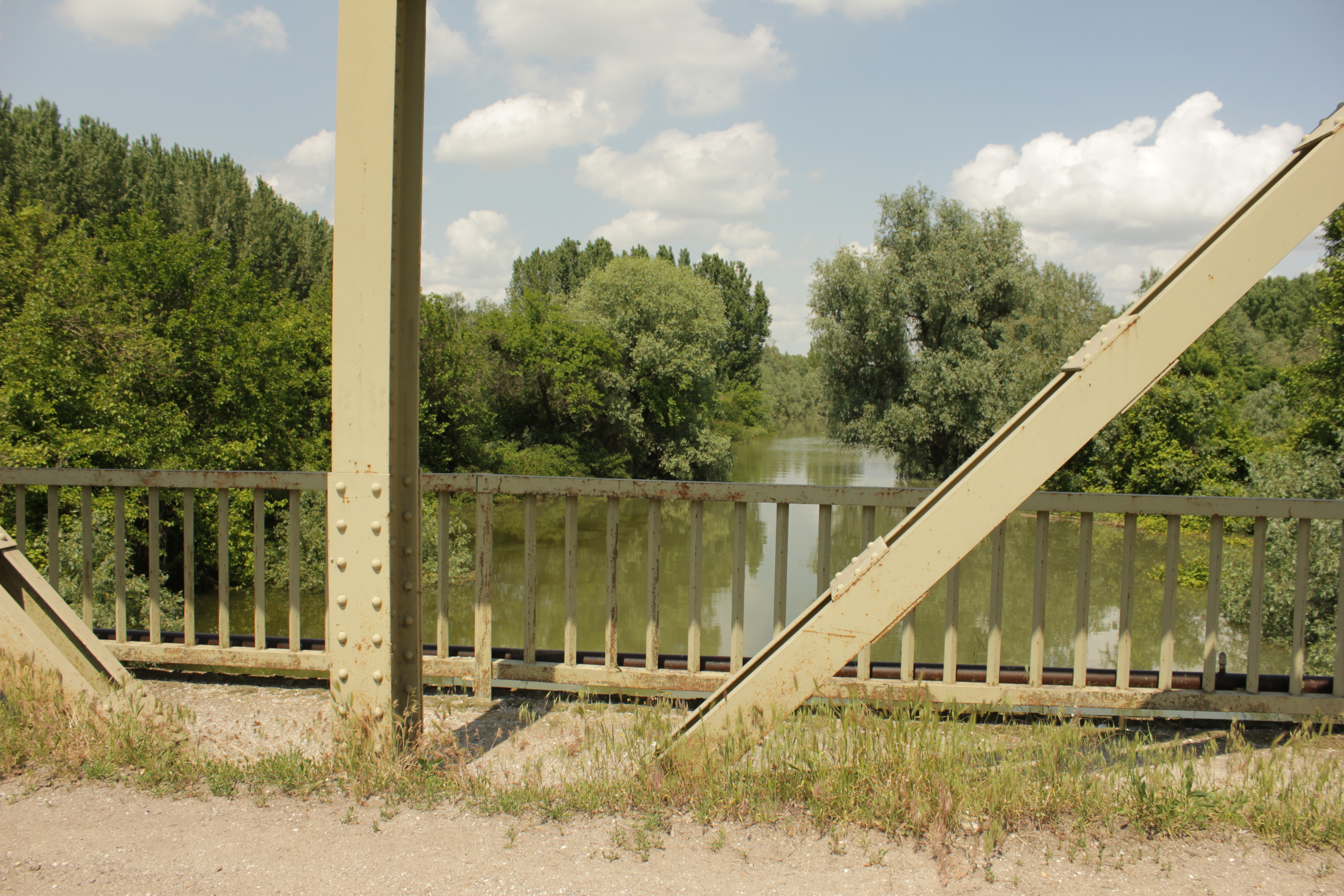
نهر أُسام عند انضمامه إلى نهر الدانوب غرب نيقوبول

أُسام ( (بالبلغارية: Осъм)‏ هو نهر في شمال بلغاريا. يقع مستجمعه بين نهر فيت عن غرب وينترة عن شرق. يحتوي مجرى النهر على رافدين رئيسيين: نهر أُسام الأسود يأخذ مصدره من سفح قمة ليفسكي في جبال البلقان ، على ارتفاع 1,821 م (5,974 قدم)، في حين أن منابع أُسام الأبيض على المنحدرات الشمالية لقمة Kozya Stena. في طرويان ينضم أُسام بالأبيض والأسود.